# Autriche aux Jeux mondiaux de 2013
Cet article contient des informations sur la participation et les résultats de l'Autriche aux Jeux mondiaux de 2013 à Cali en Colombie.

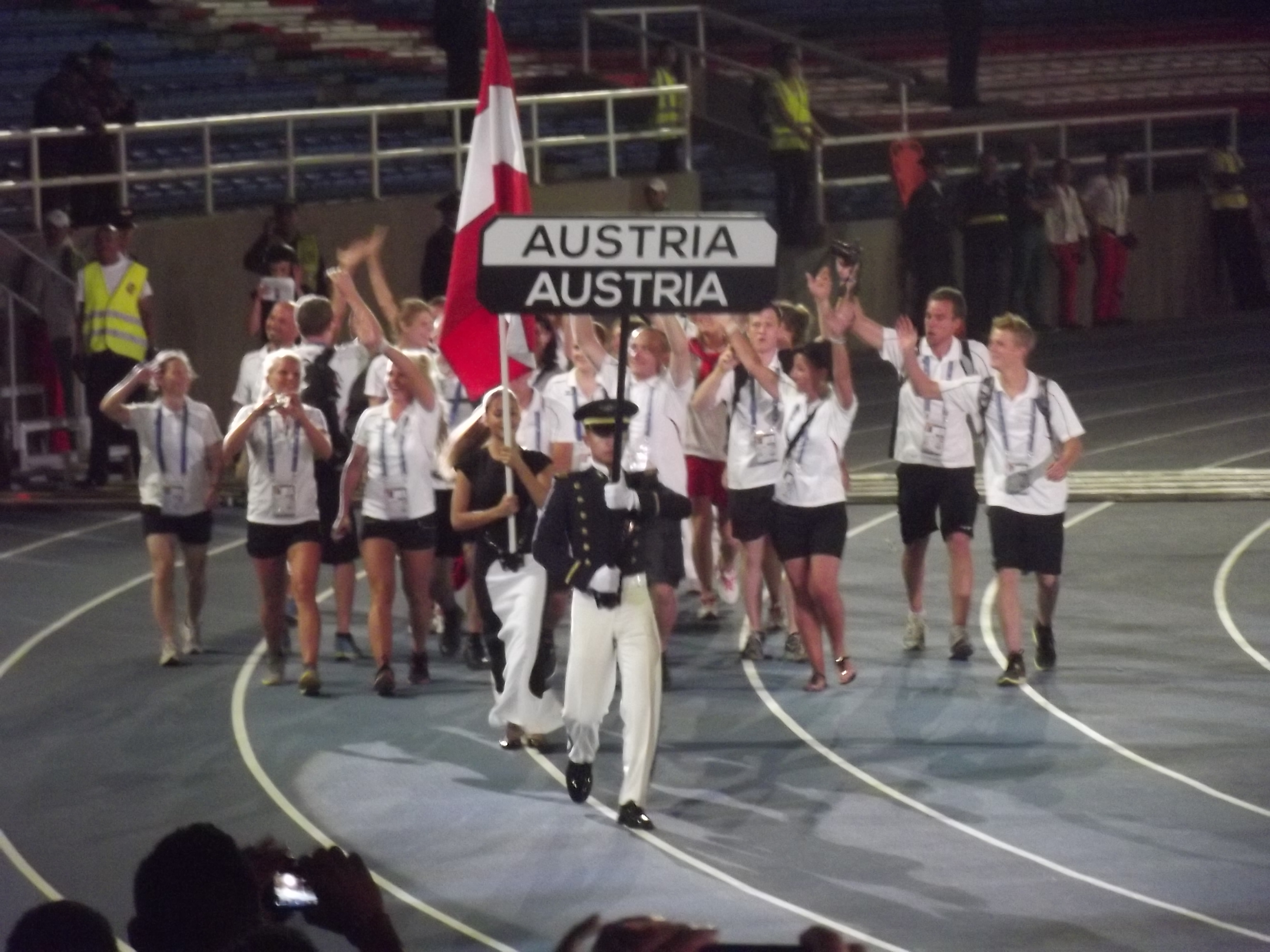

## Médailles

### Or
| Sport             | Discipline | Sportifs                            |
| Médaille d'or : 1 |            |                                     |
| Ju-jitsu          | Duo Femmes | Mirnesa Becirovic Mirneta Becirovic |

### Argent
| Sport                  | Discipline       | Sportifs       |
| Médailles d'argent : 2 |                  |                |
| Escalade               | Difficulté Homme | Jakob Schubert |
| Tir à l'arc            | Arc nu Femme     | Andrea Raigel  |

### Bronze
| Sport                   | Discipline          | Sportifs                                                                                |
| Médailles de bronze : 3 |                     |                                                                                         |
| Gymnastique aérobic     | Individuel Femmes   | Lubov Gazov                                                                             |
| Fistball                | Homme               | Équipe nationale                                                                        |
| Course d'orientation    | Relais Mixte Sprint | Gernot Kerschbaumer (en) Anna Nilsson Simkovics (en) Robert Merl (en) Ursula Kadan (en) |